# Тропонін

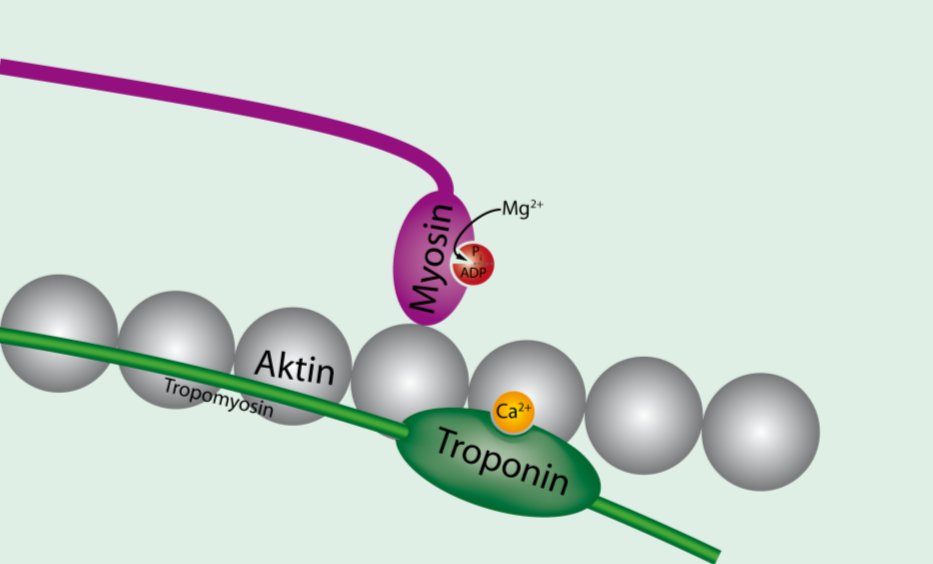
Зміна конформації тропоніно-тропоміозинового комплексу при зв'язуванні з іонами кальцію, що дозволяє актину зв'язуватися із міозином

Тропонін — це білок, який є компонентом скоротливого апарату поперечно-смугастих м'язів, що допомагає м'язовим волокнам актину та міозину рухатися один відносно іншого. У м'язових волокнах молекули тропоніну утворюють комплекс, що складається із трьох взаємозв'язаних субодиниць — тропонінів Т, С та І у співвідношенні 2:1:1. Тропонін Т забезпечує зв'язок тропонінового комплексу із тропоміозином. Тропонін С відповідає за зв'язування тропонінового комплексу з  іонами кальцію, концентрація яких підвищується у клітинах після деполяризації клітинних мембран, що викликає скорочення м'язових волокон. Тропонін І пригнічує скорочення м'язів у фазу відновлення. Тропоніновий комплекс міститься тільки у скелетних м'язах та міокарді, та відсутній у гладких м'язах. Тропоніни І та Т існують у вигляді різних ізоформ у міокарді та скелетних м'язах, які кодуються різними генами та мають різну послідовність амінокислот. Рівень тропонінів у крові використовується як важливий тест для діагностики гострого коронарного синдрому та інших захворювань серця.

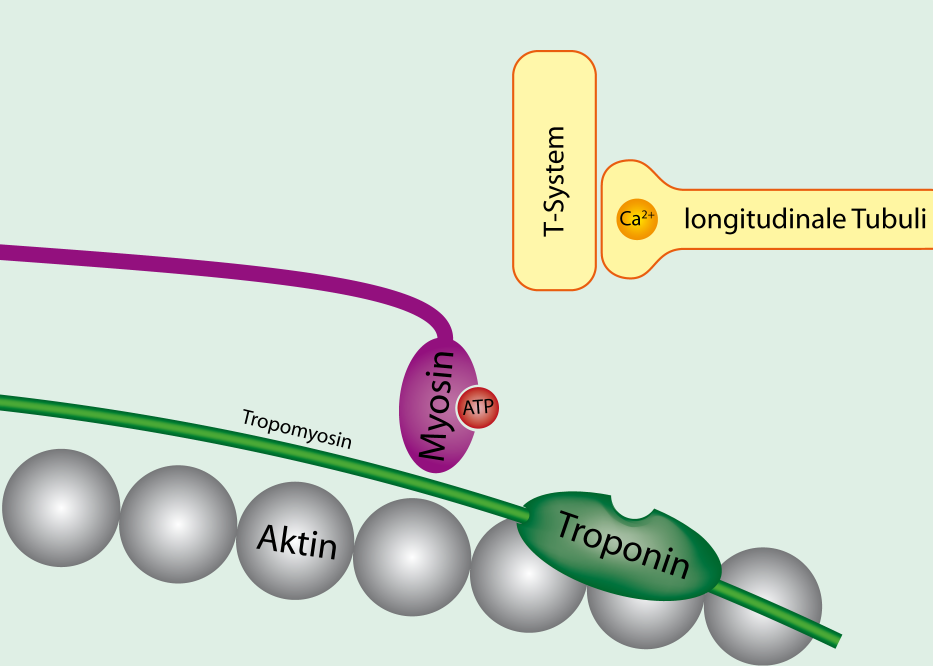
Тропоміозин і тропонін при відсутності іонів кальцію блокують зв'язування міозину з актином

## Функція
Тропонін у м'язових волокнах приєднаний до білка тропоміозину та розміщений у жолобку між нитками актину. У розслабленому м'язі тропонін блокує місце приєднання головки міозину до актину, чим попереджується скорочення м'язів. Після того, як на клітини м'язів з нервових закінчень передається потенціал дії, який стимулює їх скорочення, кальцієві канали відкриваються у саркоплазматичний ретикулум та випускають іони кальцію в саркоплазму. Частина цього кальцію приєднується до тропоніну, чим викликає у ньому структурні зміни. У результаті цього тропоміозин відсувається у жолобку на м'язовому волокні так, що голівка міозину може приєднатися до нитки актину та викликати скорочення м'язу.

## Лабораторна діагностика
Аналіз крові на вміст кардіоспецифічних тропонінів використовується як специфічний маркер при ушкодженні міокарду, особливо при гострому коронарному синдромі, особливо за відсутності специфічних змін на ЕКГ. Визначення вмісту біохімічних кардіомаркерів некрозу міокарду має вирішальне значення в разі низької інформативності результатів ЕКГ — за наявності рубцевих змін у міокарді, блокаді лівої ніжки пучка Гіса, синдромі WPW, вираженої гіпертрофії лівого шлуночка. Підвищення вмісту тропонінів в крові розпочинається уже через 3 години після початку гострого інфаркту міокарду, і підвищені концентрації зберігаються у крові протягом 10—14 діб, що дає наявність тривалого діагностичного вікна. Але визначення кількості тропонінів не є специфічним тестом виключно для інфаркту міокарду. Крім інфаркту міокарду, підвищення рівня тропонінів у крові може спостерігатися при травмах міокарду (у тому числі як механічних, так і при кардіохірургічних операціях, масажі серця, кардіоверсії або дефібриляції), серцевій недостатності, гіпертрофічній кардіоміопатії, розшаровуючій аневризмі аорти, вадах аортального клапана, ТЕЛА, тахіаритміях, рабдоміолізі, що охоплює також і серце, нирковій недостатності, інсульті та субарахноїдальному крововиливі, амілоїдозі міокарду, гемохроматозі міокарду, саркоїдозі, сепсисі, дихальній недостатності, опіках, при застосуванні кардіотоксичних лікарських засобів. Визначення кількості тропонінів у крові проводиться також при запаленні серцевої тканини — міокардиті — та інших захворюваннях, що викликають пошкодження серцевого м'яза, а також до і після кардіохірургічних та рентгенохірургічних операцій для виявлення можливих пошкоджень міокарду під час операції. Визначення рівня тропонінів крові проводиться за допомогою діагностичних наборів, що визначають кількість антитіл до серцевих ізоформ тропоніну І та тропоніну Т, що дозволяє специфічну ідентифікацію саме кардіальних тропонінів. Визначення рівня тропонінів має не лише діагностичну цінність, але і прогностичне значення для визначення величини вогнища некрозу міокарду та загальної смертності від серцево-судинних захворювань, не пов'язаних із смертністю безпосередньо від інфаркту міокарду.